# Luis Sabalza Iriarte
Luis Sabalza Iriarte (Sangüesa, 23 d'octubre de 1947) és un advocat i dirigent esportiu navarrès, actual president del CA Osasuna des de desembre de 2014. Va renovar la seva presidència al novembre de 2021. És divorciat, i pare de 3 fills.

## Biografia
Va néixer a la localitat navarresa de Sangüesa el 23 d'octubre de 1947. Sent adolescent va ingressar al Seminari de Pamplona, on va estudiar 6 anys, fins als 17 anys que va començar a treballar a la Caixa d'Estalvis de Navarra. Paral·lelament va estudiar dret a la UNED, i un cop va acabar els estudis va ser promocionat per treballar en l'assessoria jurídica de la dita entitat bancària. Més tard va exercir com a advocat en un bufet propi.
Va ser defensor del soci al CA Osasuna del 1998 al 2012 (amb els anteriors presidents: Javier Miranda, Patxi Izco i Miguel Archanco, i va concórrer a les eleccions el 2012 com a vicepresident en una candidatura encapçalada per Javier Zabaleta.
El novembre del 2017, després de ser l'únic candidat, va tornar a ser reelegit president. El 22 de novembre del 2021 la Junta Electoral de l'Osasuna, d'acord amb els estatuts del club, va anunciar que Luis Sabalza, sent únic únic candidat, era novament proclamat president del club per als propers quatre anys.
La temporada 2022-23 va ser històrica per a l'Osasuna aconseguint arribar a la final de Copa del Rei, tot i que van perdre contra el Reial Madrid, a més de la seva classificació per a la Conference League.
Actualment és el soci número 673, i aborda el seu tercer mandat de l'entitat sense haver afrontat cap pugna electoral davant la manca de candidats en totes les ocasions. Sabalza és el 23è president de la història de l'Osasuna.